# Min Ji-hyun
Min Ji-hyun (6 de noviembre de 1984) es una actriz surcoreana.

## Filmografía

### Serie de televisión
| Año  | Título                               | Rol                    | Red         |
| ---- | ------------------------------------ | ---------------------- | ----------- |
| 2005 | The Youth in Bare Foot               |                        |             |
| 2007 | Mackerel Run                         | Ki Yeo-woon            | SBS         |
| 2008 | My Cop                               | policía                | tvN         |
| 2009 | Splendor of Youth                    | Yang Sang-mi           | KBS1        |
| 2011 | Servant, The Untold Story of Bang-ja | Hyang-dan              | Channel CGV |
| 2012 | Yellow Boots                         | Seol Soo-ae            | tvN         |
| 2017 | Strong Girl Bong-soon                | farmaceuta secuestrada | JTBC        |

### Cine
| Año  | Título            | Rol                |
| ---- | ----------------- | ------------------ |
| 2008 | Our School's E.T. | compañera de Ki-ho |
| 2008 | A Frozen Flower   | concubina          |
| 2013 | Norigae           | Jung Ji-hee        |